# 4381 Uenohara
4381 Uenohara eller 1989 WD1 är en asteroid i huvudbältet som upptäcktes den 22 november 1989 av den japanske astronomen Nobuhiro Kawasato i Uenohara. Den är uppkallad efter den japanska staden Uenohara.
Asteroiden har en diameter på ungefär 20 kilometer och den tillhör asteroidgruppen Eos.